# Von Richter-reactie
De von Richter-reactie, genoemd naar Victor von Richter die ze ontdekte in 1871, is een reactie uit de organische scheikunde. Het is een reactie tussen een aromatische nitroverbinding en een cyanide van een alkalimetaal, en bestaat uit de eliminatie van een nitrogroep en de introductie van een carboxylgroep ortho ten opzichte van de positie die voorheen door de nitrogroep werd bezet.
Een voorbeeld is de omzetting van p-broomnitrobenzeen in m-broombenzoëzuur met behulp van kaliumcyanide in een water/ethanolmengsel:
De reactie gaat ook op met p-chloornitrobenzeen. 
In de reactie wordt dus een aromatisch carbonzuur gevormd uitgaande van een nitrobenzeenderivaat.
De von Ritter-reactie is een voorbeeld van een cine-substitutie, dit is een substitutiereactie op een aromatische verbinding waarbij de inkomende substituent niet de plaats van de uitgaande substituent inneemt maar wel de plaats ernaast.
De reactie is van beperkt belang in de organische chemie. Meestal is de opbrengst te laag om er een aantrekkelijke synthetische methode van te maken. Met sommige substituenten gaat de reactie helemaal niet op.